# Lancelot Stephen Bosanquet
Lancelot Stephen Bosanquet (Cornualha, 26 de dezembro de 1903 — Cambridge, 10 de janeiro de 1984) foi um matemático britânico.